# Yang Chunlin
Yang Chunlin (carácteros chinos: 杨春林; Pinyin: Yáng Chūnlín; nacido 1954) es un activista de Derechos humanos en China. Yang ha publicado numerosos artículos sobre derechos humanos y derechos de la tierra. 
En 2007, participó en la organización de la petición titulada, 
"Queremos los derechos humanos, no los Olímpicos"
.
Se reporta que esta petición ha collectado más que 105 firmadores.

Yang fue arrestado en julio de 2007 y encargado en
"incitar a la subversión del poder del estado"
("inciting subversion of state power").
Su juicio se empezó en febrero del año 2008 en la ciudad Jiamusi.
El 24 de marzo de 2008, Yang fue castigado a 5 años de prison.
Durante todo el proceso, insistía en su inocencia.
Se reporta que fue golpeado con palos eléctricos.